# Alhama de Aragón
Alhama de Aragón (aragónul Alfama d'Aragón) település Spanyolországban,  Zaragoza tartományban. Alhama de Aragón Bubierca, Castejón de las Armas, Contamina, Embid de Ariza, Godojos és Ibdes községekkel határos. Lakosainak száma 925 fő (2024).

## Népesség
A település lakosságának változását az alábbi diagram mutatja:
| Lakosok száma | 1171 | 1150 | 1173 | 1225 | 1124 | 1115 | 1053 | 1020 | 964  | 925  |
|               | 2001 | 2004 | 2007 | 2009 | 2012 | 2014 | 2017 | 2019 | 2022 | 2024 |